# Георгий IV Черноевич
Георгий (Джурадж) IV Черноевич (? — 1514) — господарь Зеты (1490—1496), старший сын Ивана Черноевича (ум. 1490), правителя Зеты (1465—1490), и Гоиславы Арианити, дочери крупного албанского феодала Георгия Арианити.

## Биография
В 1490 году после смерти своего отца Ивана Черноевича Георгий, как старший из трёх сыновей, унаследовал княжеский престол Зеты.
За время своего короткого правления Георгий прославился тем, что прилагал усилия для распространения культурного наследия.
Георгий Черноевич пытался сопротивляться натиску Османской империи. Он заключил союз с венецианцами и женился на знатной горожанке Елизавете Эриццо. Несмотря на это, в 1496 году османские войска вытеснили Георгия из Зеты. Турки-османы посадили на княжеский престол его младшего брата Стефана II (1496—1498).
Вместе с семьёй Геогрий Черноевич укрылся в Будве, откуда стал посылать просьбы о помощи в Венецию и Рим. В 1497 и 1498 годах он дважды находился в венецианской тюрьме по обвинению в сотрудничестве с турками. 22 октября 1499 года Георгий написал своё завещание, которое считается ценным литературным произведением своего времени. В 1501 году в Зете вспыхнуло антиосманское восстание, подавленное султаном Баязидом II.
Весной 1500 года Георгий Черноевич прибыл в Шкодер, откуда при посредничестве местного санджакбея Фериз-бея отправился в Стамбул. В османской столице Георгий официально принес клятву в вассальной верности султану Баязиду II, который в награду пожаловал ему поместье (тимар) в Анатолии, где он скончался около 1514 года.
Георгий Черноевич известен не политическими достижениями, а заслугами в области культуры. Он получил прекрасное для своего времени образование, обладал знаниями по астрономии, геометрии и другим наукам. В 1493 году по его инициативе в Цетине монахом Макарием была основана первая типография Черноевича, где печатались богослужебные книги с использованием кириллицы. После изгнания Георгия типография закрылась, а Макарий переехал в Валахию, где основал в Тырговиште первую валашскую типографию.

## Семья и дети
1-я жена — Йела Топия
2-я жена — Елизавета Эриццо
Дети: Соломун, Константин, Йован, Антония и ещё две дочери.